# New Balance

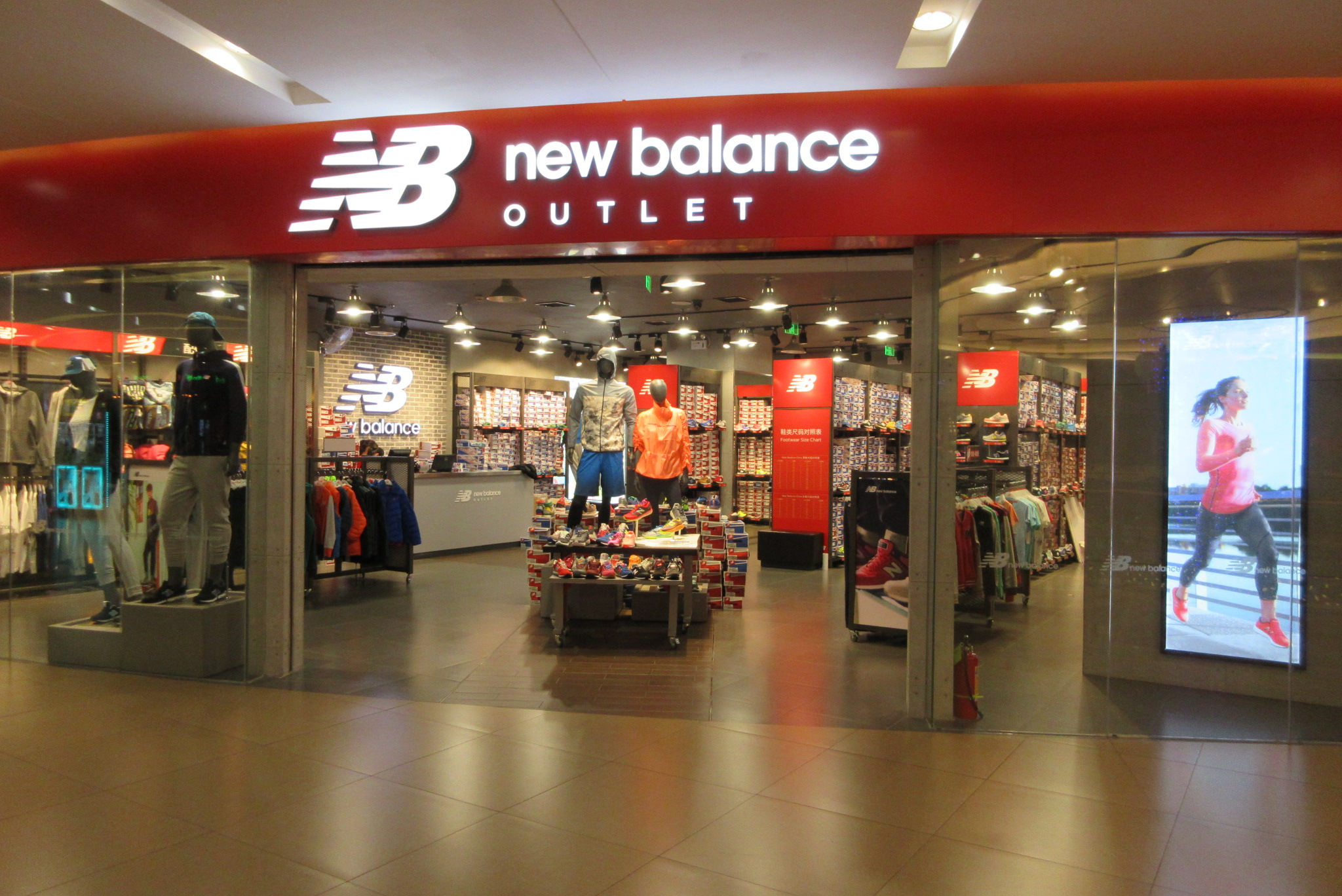
New Balance 商店

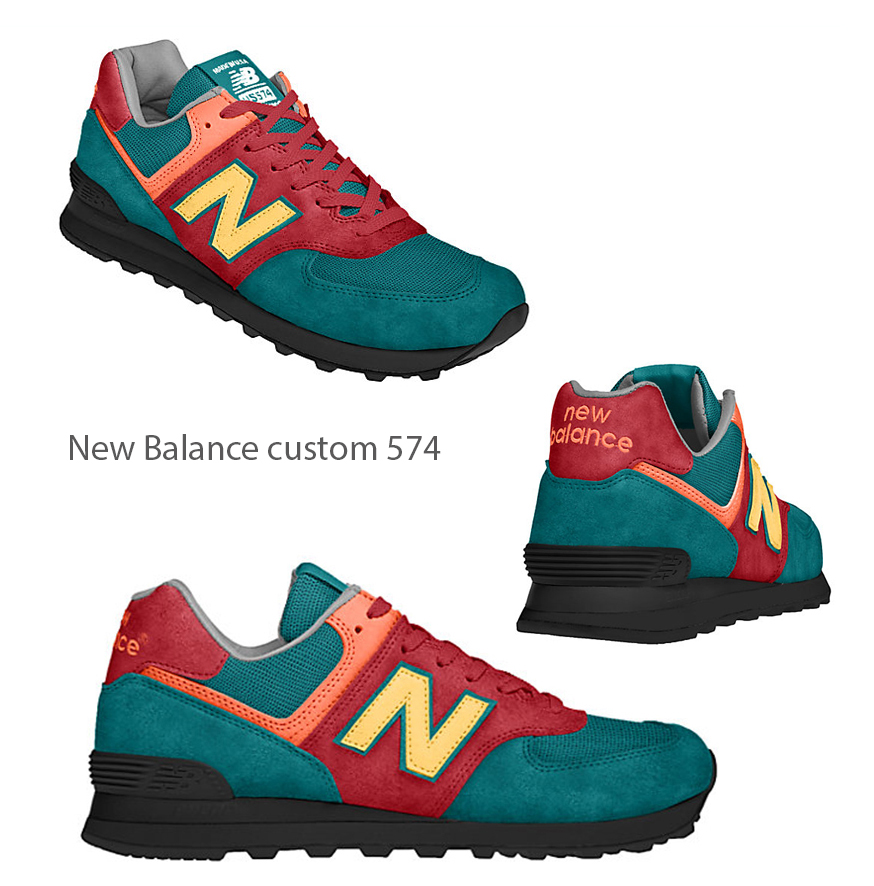
New Balance custom 574

New Balance（簡稱NB，又譯新百倫、紐巴倫），是一家美國的體育用品製造商，以生產鞋與運動服為主等體育用品的大型國際公司，其總部位在麻省波士頓的布萊頓社區。前身為成立於1906年的「New Balance足弓支撐器有限公司」。
New Balance當初是位於美國波士頓只製作矯正鞋墊和相關適鞋配件的小工廠。而後創辦人威廉 · 萊里 (William J. Riley) 在1906年創立該品牌。品牌名稱的由來相當有趣，據說是萊里看到庭院裡的公雞「金雞獨立」，於是學公雞在辦公桌上單腳站立並設計產品。萊里認為，他的鞋墊能帶給人們「新的平衡」，「New Balance」一名由此而生。
不請運動明星代言，一向是New Balacne秉持的原則之一，因為適合運動明星穿的鞋，不一定適合其它跑者，但各國元首與企業總裁紛紛選擇New Balance跑鞋，而他們已成為了最佳代言人。1958年，前美國總統雷根穿著的M1300鞋款，是當時跑鞋科技創新與突破的產品；而前美國總統柯林頓穿的白宮「門牌鞋」─M1600，在媒體上屢見不鮮，「總統鞋」一詞也因此出現，此後，各國政治與企業領袖不約而同的穿著New Balance的跑鞋，前俄羅斯總統葉爾欽、新加坡總理李光耀、蘋果電腦、微軟電腦、GAP總裁等等，New Balance的品質備受肯定，也讓他們堅持不找運動明星代言，將代言費用轉向研發更好跑鞋的理念，更加深植人心。 

## 品牌精神
高標準道德規範、100%顧客滿意度、與團隊合作，是New Balance的品牌精神，此精神也深植入每一個員工心中。New Balance之所以能夠長久維持這樣良好的品牌信念，總裁吉姆 · 戴維斯功不可沒。他親身參與鞋子的研發過程，為求品質，可以把一批幾萬雙沒做好的鞋子燒毀；為了實現「新平衡」的主張，鼓勵員工運動，關心他們的健康，並避免加班以較多的時間和家人相處。這樣執著與積極的態度，讓New Balance形成一個獨特優良的企業文化。
和其他品牌相比，New Balance雖看似低調，但自第一任總裁戴維斯延續而來的品牌精神，卻讓New Balance成為最耀眼的跑鞋專家。時至今日，New Balance沿續傳統精神，結合最新科技與跑步潮流，開發了更專業的跑鞋與更完整的鞋款，像是MRC5000系列的超輕量馬拉松鞋、廣受好評的890系列避震跑鞋、具有穩定功能的870系列、有防水效果的810越野系列，甚至是近日風行的赤足MINIMUS系列等等，當然，總統鞋也不會缺席，從當初的編號1300，進化到現在的編號2040，代表的，是不斷的創新與進步。

## 品牌歷史
1906年
William J. Riley先生在美国波士顿成立了一家名为New Balance的脚弓支撑器公司，专门订做整形外科的脚弓支撑器和矫正鞋。
1938年
New Balance以生膠底 (Crepe Sole) 及黑袋鼠皮革，為跑手製作出品牌史上首對運動鞋。
1956年
50年代的New Balance开始为当地的跑步者制造专业的运动鞋，其中包括麻省理工大学的田径队。
2016年
New Balance 成為紐約馬拉松賽事的主要贊助廠商，2017 年起成為 10 年的合作夥伴。
2017年
成為日本名古屋國際女子馬拉松賽事的主要贊助商。
2018年
成為倫敦馬拉松賽事的主要贊助廠商。
2023年
與MLB球星大谷翔平攜手合作。
2023年
與韓國歌手IU攜手合作。

## 市場主要競爭對手
新百倫的市場對手有：
- Adidas
- Asics
- Converse
- Fila
- Mizuno
- NIKE
- Puma
- Reebok
- Under Armour
- Vans

## 赞助
New Balance贊助的足球聯賽隊伍有：
- 德國甲組足球聯賽：勒沃库森（自2025–26赛季起）
- 意大利甲組足球聯賽：阿特蘭大（自2025–26赛季起）
- 法國甲組足球聯賽：里爾
- 葡萄牙足球超級聯賽：波圖
- 土耳其足球超級聯賽：科尼亞（英语：Konyaspor）
- 烏克蘭足球超級聯賽：基輔戴拿模
- 巴西足球甲級聯賽：聖保羅
- 墨西哥足球超級聯賽：托盧卡
- 澳洲職業足球聯賽：奥克兰FC、纽卡斯尔喷气机（自2025–26赛季起）
- 日本J1聯賽：FC東京
- 卡塔爾星級足球聯賽：艾薩德

## 外部連結
- 美國官方網站 （页面存档备份，存于）
- 中国官方网站 （页面存档备份，存于）
- 法國官方网站 （页面存档备份，存于）
- 香港官方網上商店 （页面存档备份，存于）
- 日本官方网站 （页面存档备份，存于）
- 土耳其官方网站 （页面存档备份，存于）
- 台灣官方网站 （页面存档备份，存于）
- New Balance的Instagram帳戶 （页面存档备份，存于）
- New Balance Life Style的Instagram帳戶
- New Balance的X（前Twitter）
- New Balance台灣的Facebook專頁 （页面存档备份，存于）
- New Balance的YouTube頻道 （页面存档备份，存于）
- New Balance台灣的YouTube頻道 （页面存档备份，存于）